# Phaestacoenitus bidentator
Phaestacoenitus bidentator là một loài tò vò trong họ Ichneumonidae.